# WWIII
WWIII – trzynasty album studyjny niemieckiego zespołu rockowo-industrialnego KMFDM, wydany 23 września 2003 roku. Jest to jedyny album wydany przez Sanctuary Records. WWIII jest bardzo politycznym albumem, którego teksty piosenek krytykują min. prezydenturę George’a W. Busha, wojny na Bliskim Wschodzie i politykę zagraniczną Ameryki. Wszystkie utwory zostały nagrane w Seattle w USA (stan Waszyngton).

## Opis
Album WWIII jest najbardziej politycznym ze wszystkich albumów KMFDM i praktycznie w każdej piosence jest odniesienie do sytuacji politycznej USA. Piosenka tytułowa i kilka innych piosenek uderzają w ówczesną administrację prezydenta Busha. Teksty piosenek krytykują też wojny na Bliskim Wschodzie i ograniczenie praw obywatelskich przez rząd. Wielu fanów i krytyków muzycznych bardzo pozytywnie oceniło wokale Lucii Cifarelli na piosenkach z tego albumu. Ostatnia piosenka Intro w humorystyczny sposób przedstawia nowych członków zespołu KMFDM i jego lidera Saschę Konietzko.

## Lista utworów
1. "WWIII" - 4:58
2. "From Here on Out" - 4:03
3. "Blackball" - 5:11
4. "Jihad" - 3:22
5. "Last Things" - 5:05
6. "Pity for the Pious" - 5:51
7. "Stars & Stripes" - 4:00
8. "Bullets, Bombs & Bigotry" - 4:19
9. "Moron" - 5:05
10. "Revenge" - 5:08
11. "Intro" - 4:36